# عبد الله عرجون
عبد الله عرجون (21 فبراير 2001) هو سباح جزائري.

## المسيرة
فاز بميدالية ذهبية في البطولة العربية للسباحة 2016؛ التي أقيمت في دبي. كما مثّل الجزائر في الألعاب الأولمبية الصيفية للشباب 2018؛ التي أقيمت بالأرجنتين. كما مثل الجزائر في بطولة أفريقيا للسباحة 2018؛ التي أقيمت بالجزائر.
تنافس في الألعاب الإفريقية 2019، التي أقيمت في المغرب. فاز بالميدالية الذهبية في سباق 100 متر سباحة ظهرية. كما حقق رقمًا قياسيًا جديدًا في الألعاب في هذا السباق بزمن قدره 55.02 ثانية. فاز بميداليتين فضيتين في سباقي 50 متر و200 متر ظهرًا. كما فاز بالميدالية البرونزية في سباق التتابع المتنوع 4 × 100 متر.
في بطولة أفريقيا للسباحة 2021 في أكرا، فاز بالميدالية الفضية في سباق 50 متر سباحة ظهرية، والميدالية البرونزية في سباق 100 متر سباحة ظهرية. كما فاز بثلاث ميداليات ذهبية في بطولة العرب للسباحة القصيرة 2021؛ التي أقيمت في أبو ظبي، جاءت الميدالية الذهبية الأولى في سباق 50 متر سباحة ظهرية بتوقيت 25 ثانية 26 جزء من الثانية، والثانية في سباق 100 متر سباحة ظهرية بتوقيت 54 ثانية و24 جزء من الثانية.
مثل الجزائر في ألعاب البحر الأبيض المتوسط 2022؛ التي أقيمت في وهران بالجزائر. تنافس في سباقات 50 متر و100متر و200 متر ظهرًا. كما تنافس في سباق التتابع المتنوع 4 × 100 متر للرجال.
كما نال ثلاث ميداليات ذهبية وميداليتين فضيتين في بطولة أفريقيا للسباحة 2022، التي أقيمت في تونس.
فاز بالميدالية الذهبية في سباق 50 متر سباحة على الظهر، في البطولة العربية للسباحة التي أقيمت في أبو ظبي في 2023، أين حقق توقيت قدره 26 ثانية، و33 جزء من الثانية.